# Campeonato Mundial de Ciclismo em Pista de 1954
O Campeonato Mundial UCI de Ciclismo em Pista de 1954 foi realizado na Alemanha, entre os dias 27 e 29 de agosto,nas cidades de  Colônis e Wuppertal. Foram disputadas cinco provas masculinas, três de profissionais e duas para amadores.

## Sumário de medalhas
| Eventos profissionais masculinos |                              |                                |                            |
| Velocidade individual            | Reg Harris · Reino Unido     | Arie van Vliet · Países Baixos | Enzo Sacchi · Itália       |
| Perseguição individual           | Guido Messina · Itália       | Hugo Koblet · Suíça            | Lucien Gillen · Luxemburgo |
| Motor-paced                      | Adolph Verschueren · Bélgica | Jan Pronk · Países Baixos      | Joe Bunker · Austrália     |
| Eventos amadores masculinos      |                              |                                |                            |
| Velocidade individual            | Cyril Peacock · Reino Unido  | John Tressider · Austrália     | Georges Gaignard · França  |
| Perseguição individual           | Leandro Faggin · Itália      | Peter Broterthon · Reino Unido | Norman Sheil · Reino Unido |

## Quadro de medalhas
| Ordem | País          | Medalha de ouro | Medalha de prata | Medalha de bronze | Total |
| ----- | ------------- | --------------- | ---------------- | ----------------- | ----- |
| 1     | Reino Unido   | 2               | 1                | 1                 | 4     |
| 2     | Itália        | 2               | 0                | 1                 | 3     |
| 3     | Bélgica       | 1               | 0                | 0                 | 1     |
| 4     | Países Baixos | 0               | 2                | 0                 | 2     |
| 5     | Austrália     | 0               | 1                | 1                 | 2     |
| 6     | Suíça         | 0               | 1                | 0                 | 1     |
| 7     | França        | 0               | 0                | 1                 | 1     |
| 7     | Luxemburgo    | 0               | 0                | 1                 | 1     |

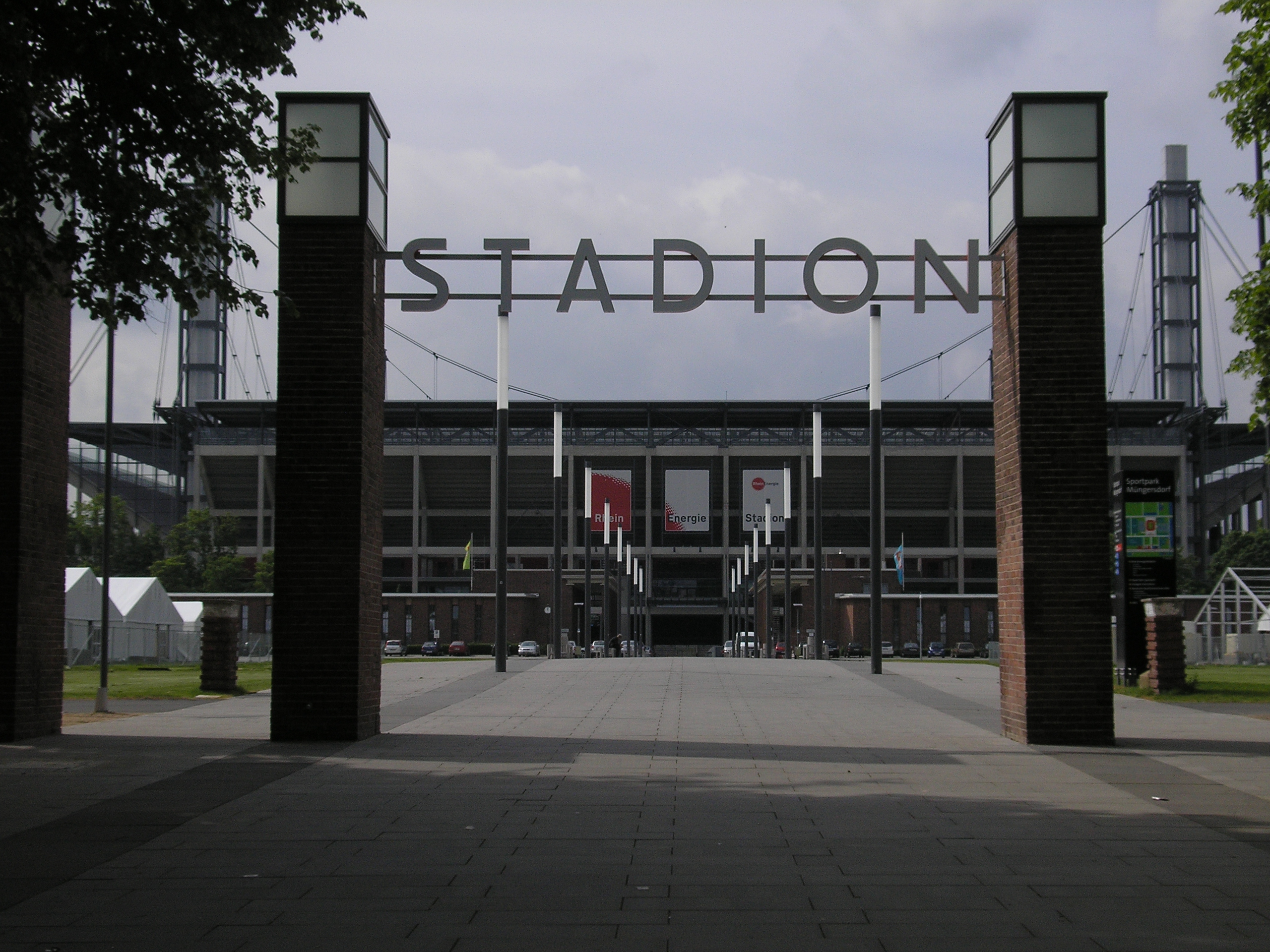
RheinEnergieStadion em Colônia aonde foram realizadas as provas de perseguição individual e velocidade individual.
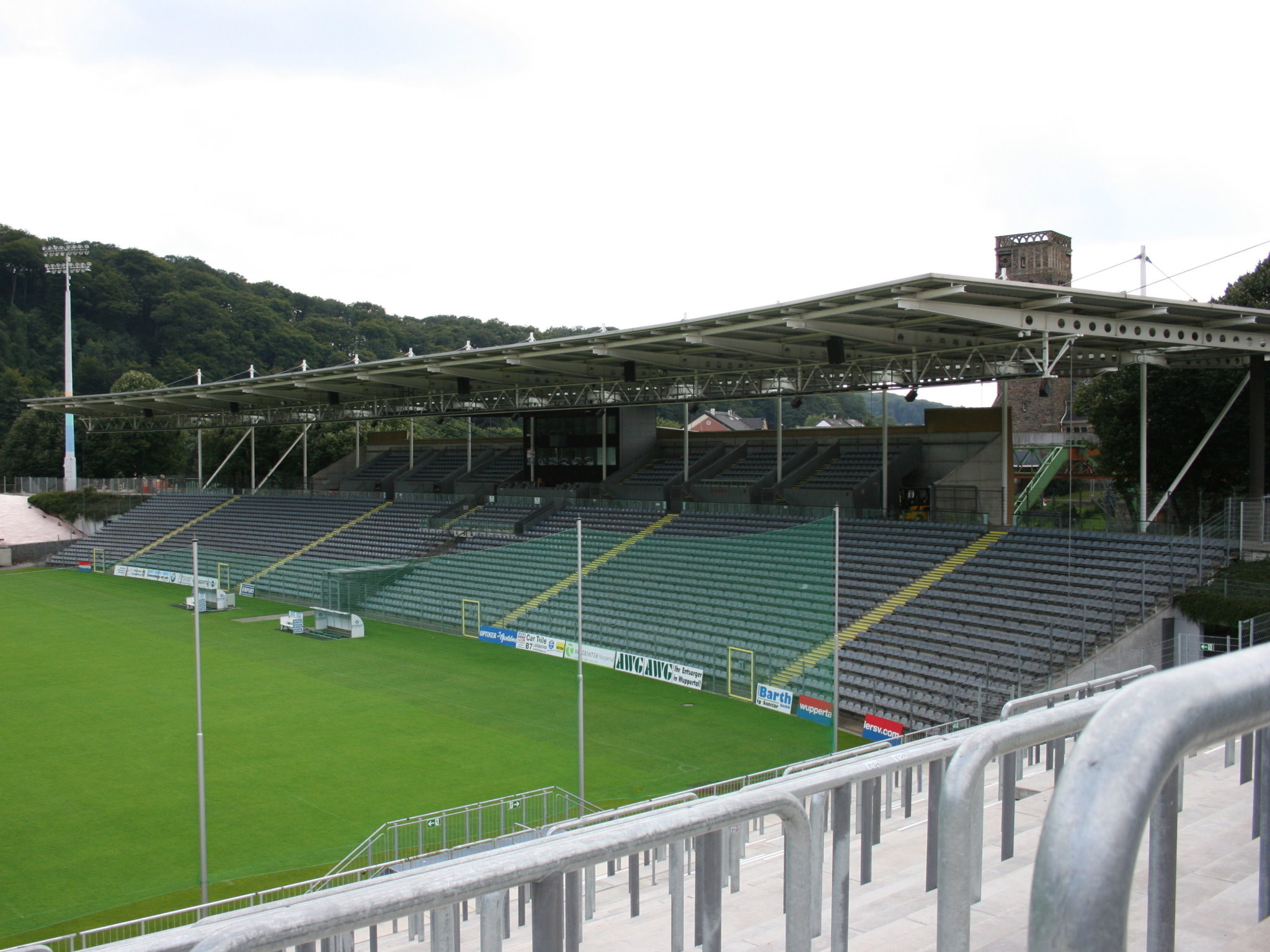
Stadion am Zoo em Wuppertal aonde foram realizadas as provas de motor-paced.